# Mosteiro de São Bento da Vitória
O Mosteiro de São Bento da Vitória localiza-se no Morro do Olival, na cidade do Porto, em Portugal.
O mosteiro servia aos monges beneditinos, assim como a igreja monástica, tendo sido iniciada a construção do seu conjunto em finais do século XVI, no local anteriormente ocupado pela Judiaria do Olival.
Em função do que tinha sido determinado no Mosteiro de Tibães, os beneditinos entraram no Porto com o intuito de construírem um mosteiro na cidade, o que veio a acontecer depois de resolvidos alguns entraves, embora a construção só tenha terminado cerca de um século depois do seu início, corria o ano de 1707.
Durante a Guerra Peninsular uma parte do mosteiro foi ocupada pelas tropas invasoras francesas e posteriormente pelas portuguesas, tendo-se servido dele como hospital militar.
No que diz respeito à Igreja de São Bento da Vitória foi desenhada pelo arquitecto Diogo Marques Lucas, discípulo do italiano Filipe Terzio, em estilo clássico já deturpado pela Contrarreforma, com uma harmonia, solidez e proporções equilibradas.
Depois de ter servido de quartel, a administração da igreja e parte do mosteiro foram, confiadas aos beneditinos do Mosteiro de Singeverga, sendo lá instalado o Arquivo Distrital, assim como a Orquestra do Porto.

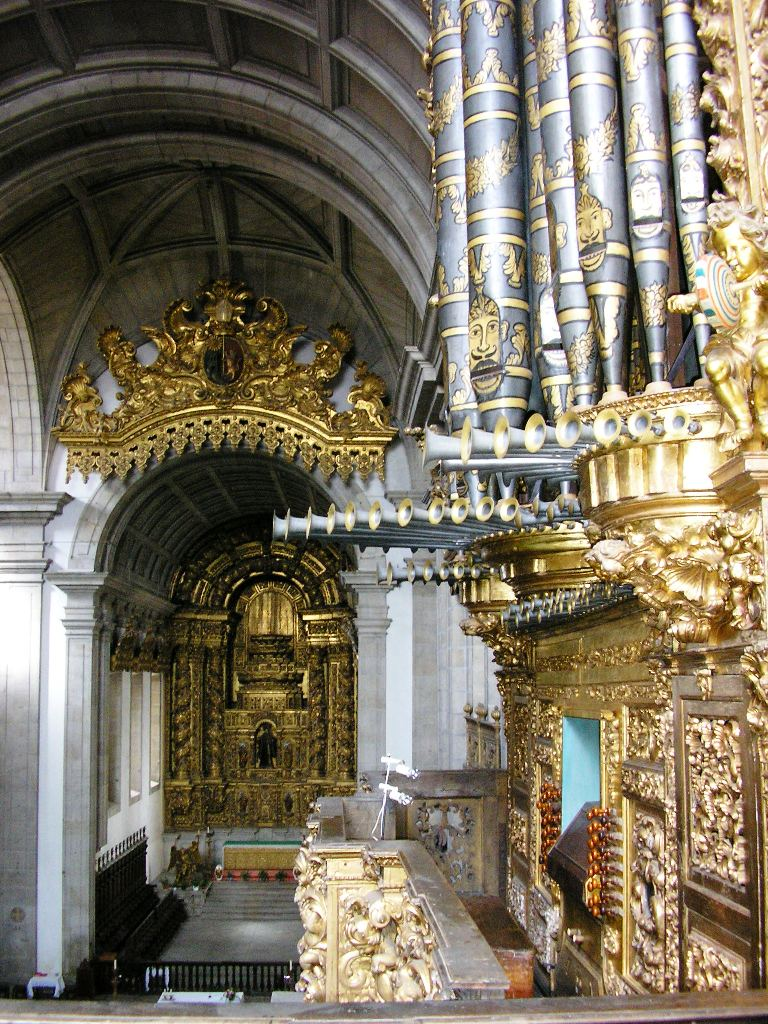
Interior da igreja, com órgão do século XVIII, restaurado em 2001
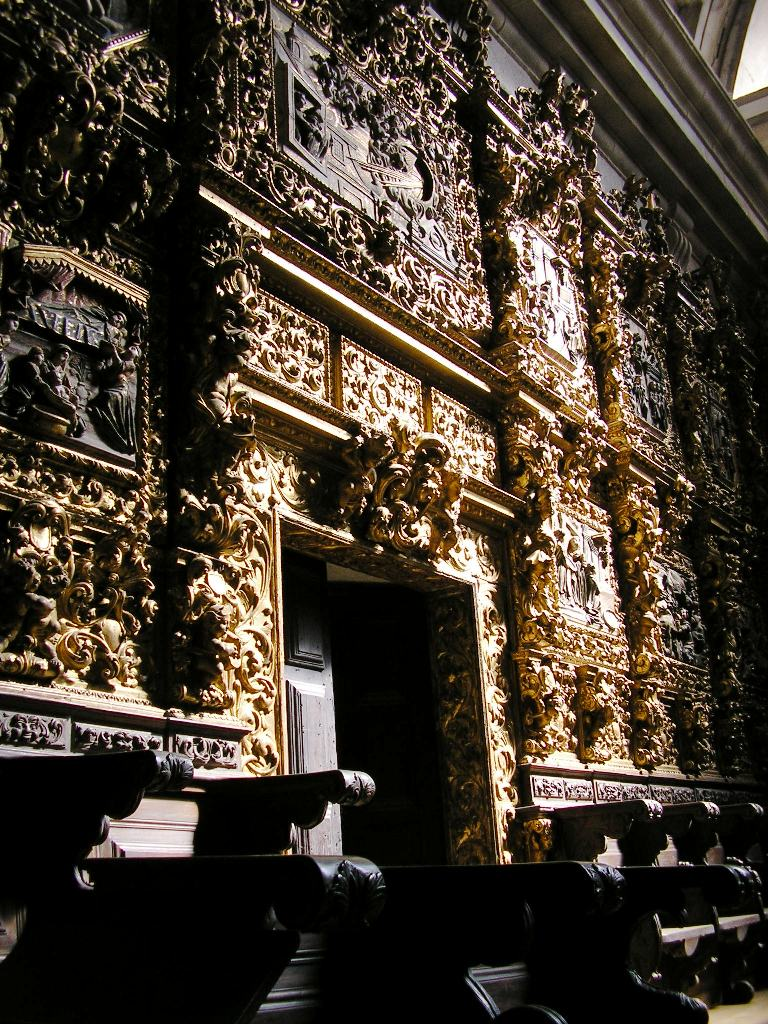
Talha dourada do coro-alto da igreja
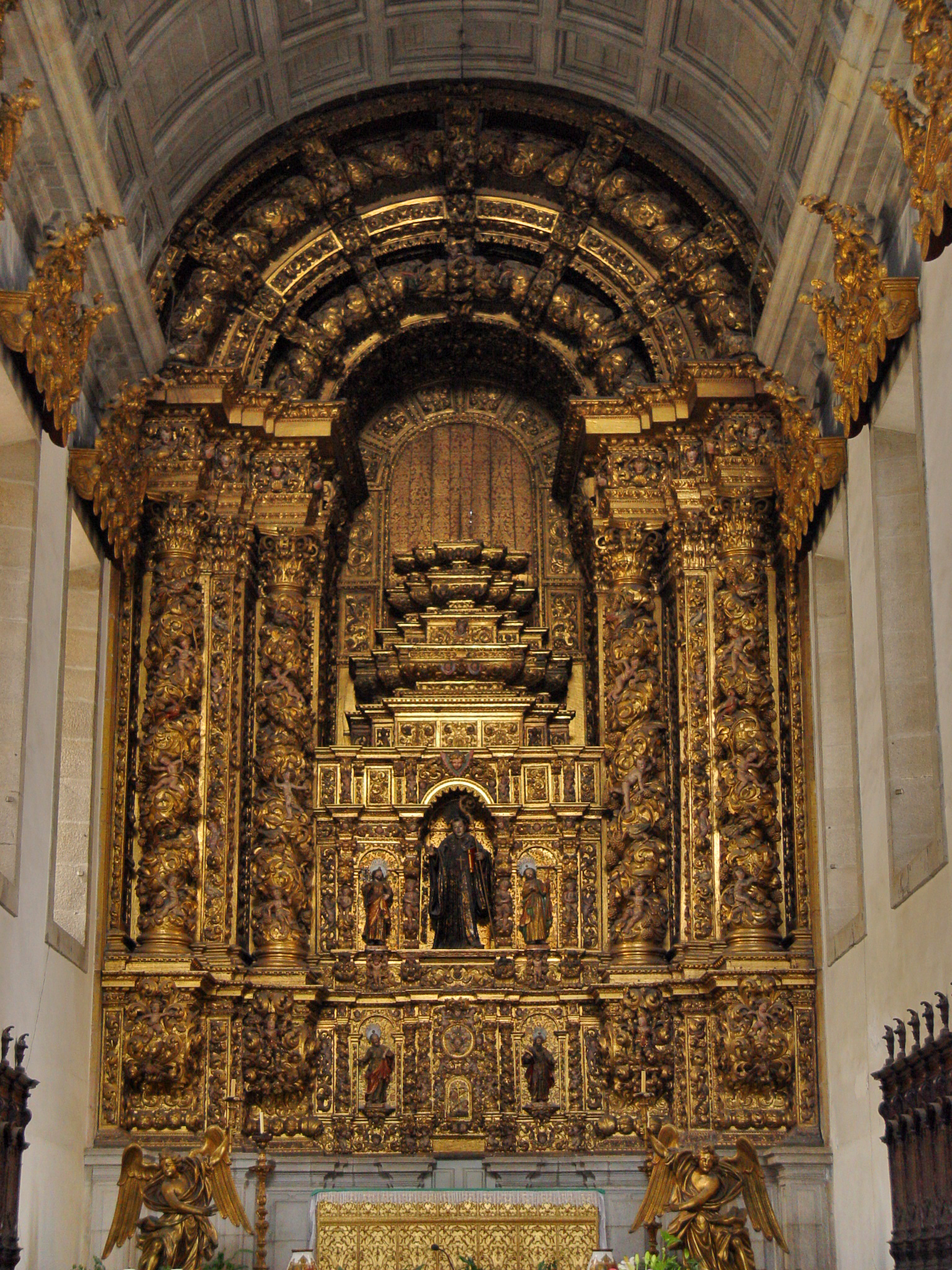
Retábulo do altar-mor